# Gran Premio Città di Camaiore 1969
Il Gran Premio Città di Camaiore - Trofeo della Versilia 1969, ventunesima edizione della corsa, si svolse il 17 agosto 1969 su un percorso di 233,8 km, con partenza e arrivo a Camaiore. La vittoria fu appannaggio dell'italiano Enrico Paolini, che completò il percorso in 5h40'47", alla media di 39,403 km/h, precedendo il connazionale Alberto Della Torre e il belga Julien Van Lint.

## Ordine d'arrivo (Top 10)
| Pos. | Corridore           | Squadra        | Tempo    |
| ---- | ------------------- | -------------- | -------- |
| 1    | Enrico Paolini      | Scic           | 5h40'47" |
| 2    | Alberto Della Torre | Filotex        |          |
| 3    | Julien Van Lint     | Ferretti       |          |
| 4    | Italo Zilioli       | Filotex        |          |
| 5    | Flaviano Vicentini  | Filotex        |          |
| 6    | Pietro Di Caterina  | Faema          |          |
| 7    | Marcello Bergamo    | Filotex        |          |
| 8    | Ole Ritter          | Germanvox-Wega |          |
| 9    | Franco Mori         | Sanson         |          |
| 10   | Primo Mori          | Max Meyer      |          |